# Piłka (lacrosse)

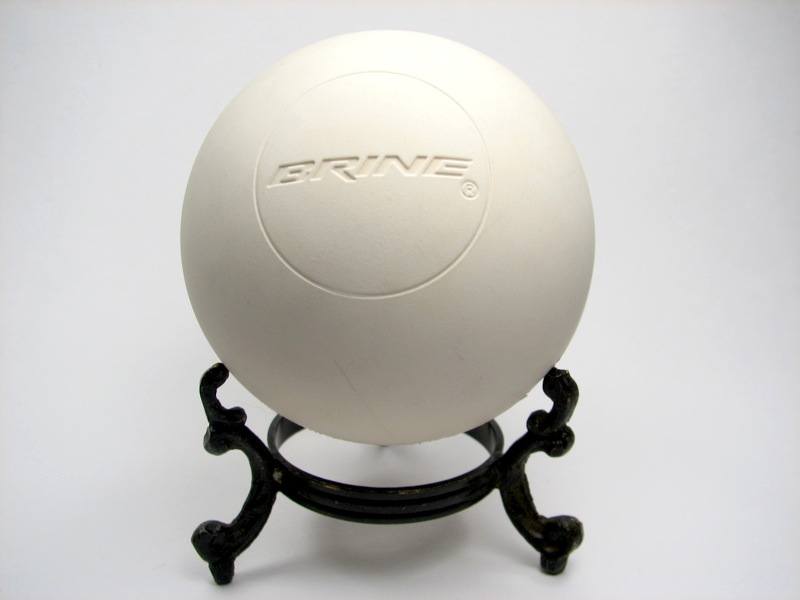
Piłka do gry w lacrosse

Piłka do gry w lacrosse jest to zrobiona z litej gumy piłka używana w tej grze zespołowej pochodzenia indiańskiego. Zwykle jest koloru białego, ale produkowane są także piłki w innych kolorach. Ma ona obwód 19,7-20,3 cm (7,75-8 cali), średnicę około 6,4 cm (2.5 cala) i wagę 140-150 g (5-5,25 uncji).

## Historia
Rdzenni mieszkańcy Ameryki Północnej grali w lacrosse używając piłki zrobionej ze splecionych pasków skórzanych lub jeleniej skóry wypchanej włosiem. Taka sama piłka używana była przez pierwszych europejskich graczy w wieku XIX. W 1867 George W. Beers skodyfikował zasady gry i zastąpił piłkę tradycyjną piłką gumową używaną obecnie.

## Wytwórcy
Głównymi producentami piłek do gry w lacrosse są Warrior Lacrosse i Brine, Corp. Warrior jest wyłącznym dostawcą piłek w Major League Lacrosse. Brine dostarcza piłki drużynom uniwersyteckim stowarzyszonym w National Collegiate Athletic Association.